# Acanthochondria helicoleni
Acanthochondria helicoleni – gatunek widłonoga z rodziny Chondracanthidae. Nazwa naukowa tego gatunku skorupiaków została opublikowana w 2010 roku przez argentyńskich biologów Delfinę M. P. Cantatore i Juana T Timiego.